# Trame narrative
Une trame narrative est un terme utilisé dans le domaine de la narration pour décrire la cohésion du schéma narratif. Parfois désignée par son nom anglais de « storyline », c'est l'intrigue d'une histoire.